# جون سي. كيغان
جون سي. كيغان هو ضابط وسياسي أمريكي، ولد في 21 فبراير 1952 في تمبي في الولايات المتحدة. نشط حزبياً في الحزب الجمهوري. وقد انتخب عضو مجلس نواب أريزونا ‏.